# St. Maria Hilf (Wuppertal)

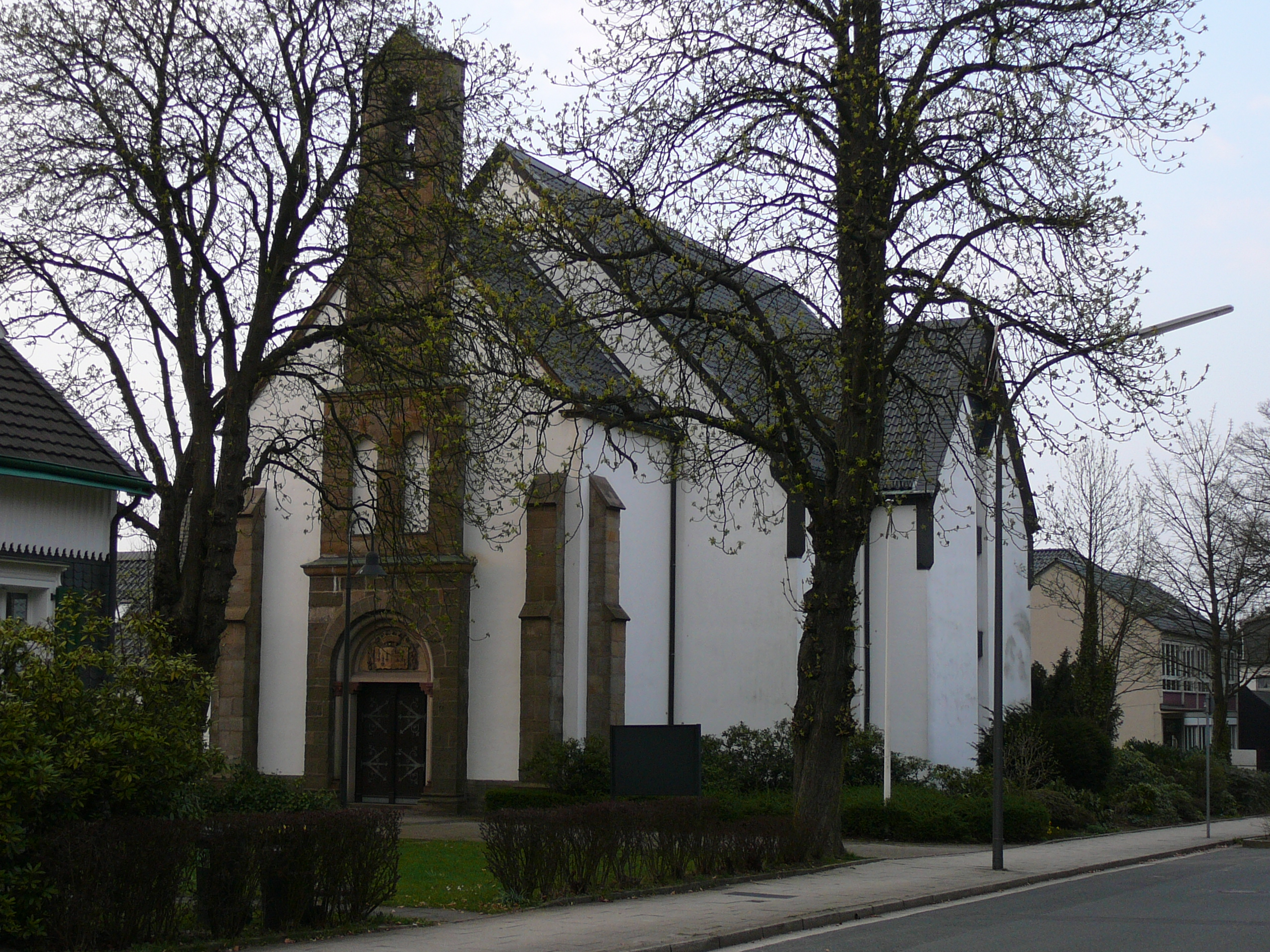
Sankt Maria Hilf

St. Maria Hilf ist die römisch-katholische Kirche des Wuppertaler Ortsteils Dönberg und Teil der Elberfelder Pfarrgemeinde Herz Jesu.

## Geschichte
Die wenigen Bauern des nur aus einzelnen Gehöften bestehenden heutigen Dönberg wurden bis zur Reformation durch die Franziskaner des Klosters Neviges betreut. Das nächste Gotteshaus, die Kapelle St. Antonius in Tönisheide, ging den Franziskanern durch die Reformation verloren, auch die Kirche St. Johannes Evangelist in Neviges und die Kapelle St. Trinitatis in Windrath standen den Dönberger Katholiken nicht mehr zur Verfügung; auch blieben nur wenige Dönberger Bauern nach der Reformation katholisch.
Aufgrund eines persönlichen Gelübdes entschloss sich Rudolph Freiherr von Wendt und Holtfeld 1855, in der Diaspora eine Kapelle zu errichten, um den ursprünglichen Zustand wiederherzustellen. Im Juni 1855 schrieb er diesbezüglich einen Brief an den Kölner Erzbischof Johannes von Geissel mit der Bitte um Erlaubnis eines Kapellenbaus. Erste Baupläne legte er dem Schreiben bei. Das neue Gotteshaus sollte neben der Jungfrau Maria auch den Heiligen Rudolf von Bern und Clothilde von Burgund geweiht werden, den Namenspatronen Rudolph von Wendts und seiner Frau Clothilde Constantine geb. von Marchant d’Ansembourg. Die Kosten wollte allein er als Stifter tragen. Allerdings ist nicht bekannt, wie Kardinal von Geissel auf das Schreiben reagierte und warum die Pläne nicht ausgeführt wurden.

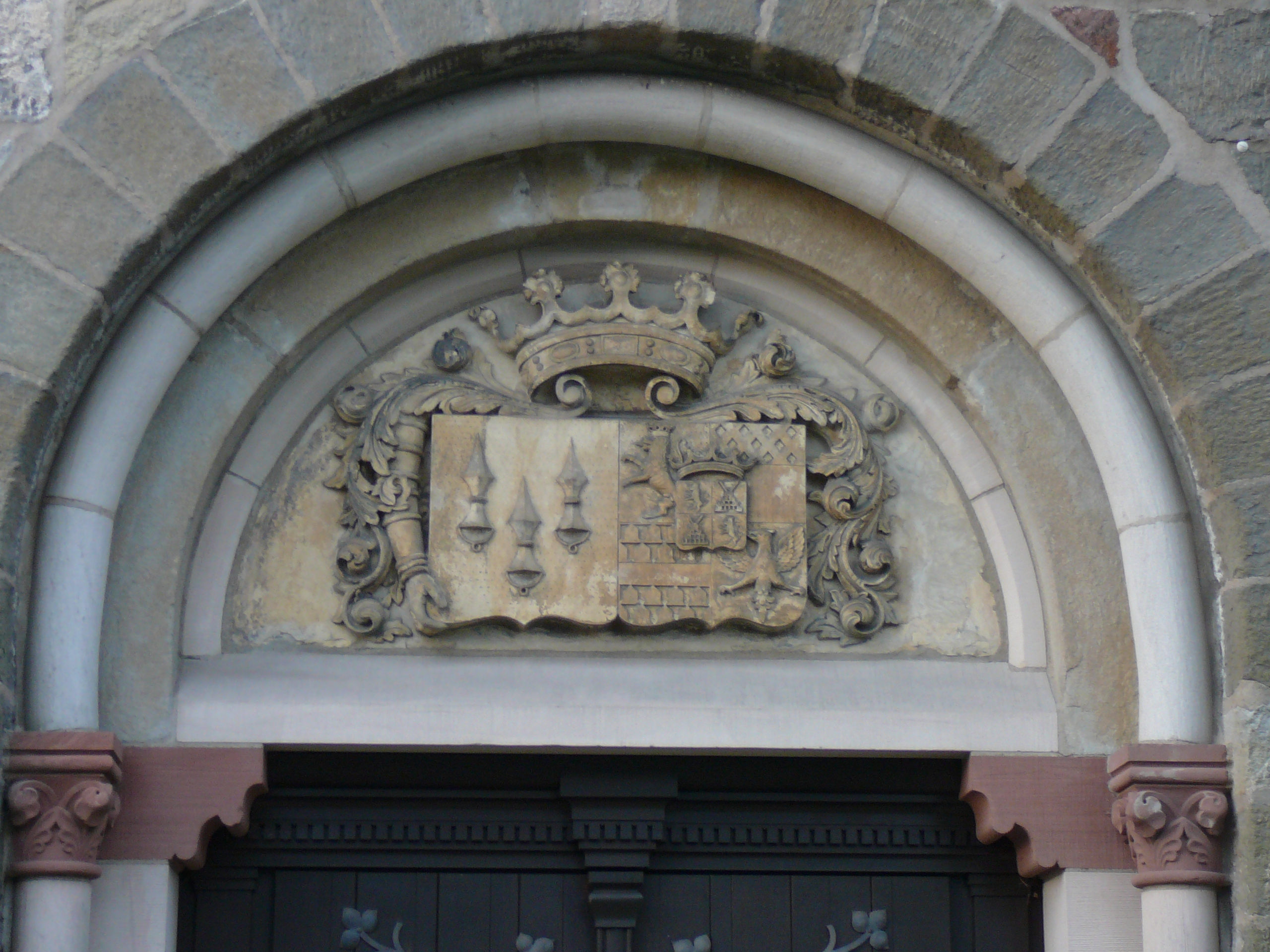
Das Wappen der Stifterfamilie über dem vom Ursprungsbau erhaltenen Eingangsportal

Von Wendts Witwe fühlte sich nach dessen Tod 1863 dem Vorhaben ihres verstorbenen Gatten verpflichtet und dachte als Standort für die neue Kapelle erstmals den Dönberg an. Für diesen Standort sprach neben der Entfernung zu Neviges auch die große Entfernung zur nächsten Pfarrei Sankt Laurentius in Elberfeld. In einem Schreiben des Nevigeser Koviktualvikars Pater Franziskus Strick 1863 an den Rentenmeister der Witwe von Wendt verpflichtete sich die Pfarrei Neviges zur Seelsorge für den eventuellen Kapellenbau auf dem Dönberg. Ein Barmer bot daraufhin ein Grundstück neben dem Evangelischen Friedhof Dönbergs für den Kapellenbau an, das allerdings mit Rücksichtnahme auf die evangelische Gemeinde nicht gekauft wurde. Stattdessen erwarb Freifrau von Wendt für 350 Taler ein Grundstück am Rande des sich entwickelnden Ortskerns Dönbergs. Klosterbruder Paschalis Gratze entwarf ein neoromanisches Kapellengebäude mit 250 bis 300 Sitzplätzen, dessen veranschlagte Baukosten von 5000 Talern vom Bistum genehmigt wurden. Am 8. August 1865 erfolgte die Grundsteinlegung für die neue Kapelle, die genau ein Jahr später im Beisein der Stifterwitwe fertiggestellt werden konnte.

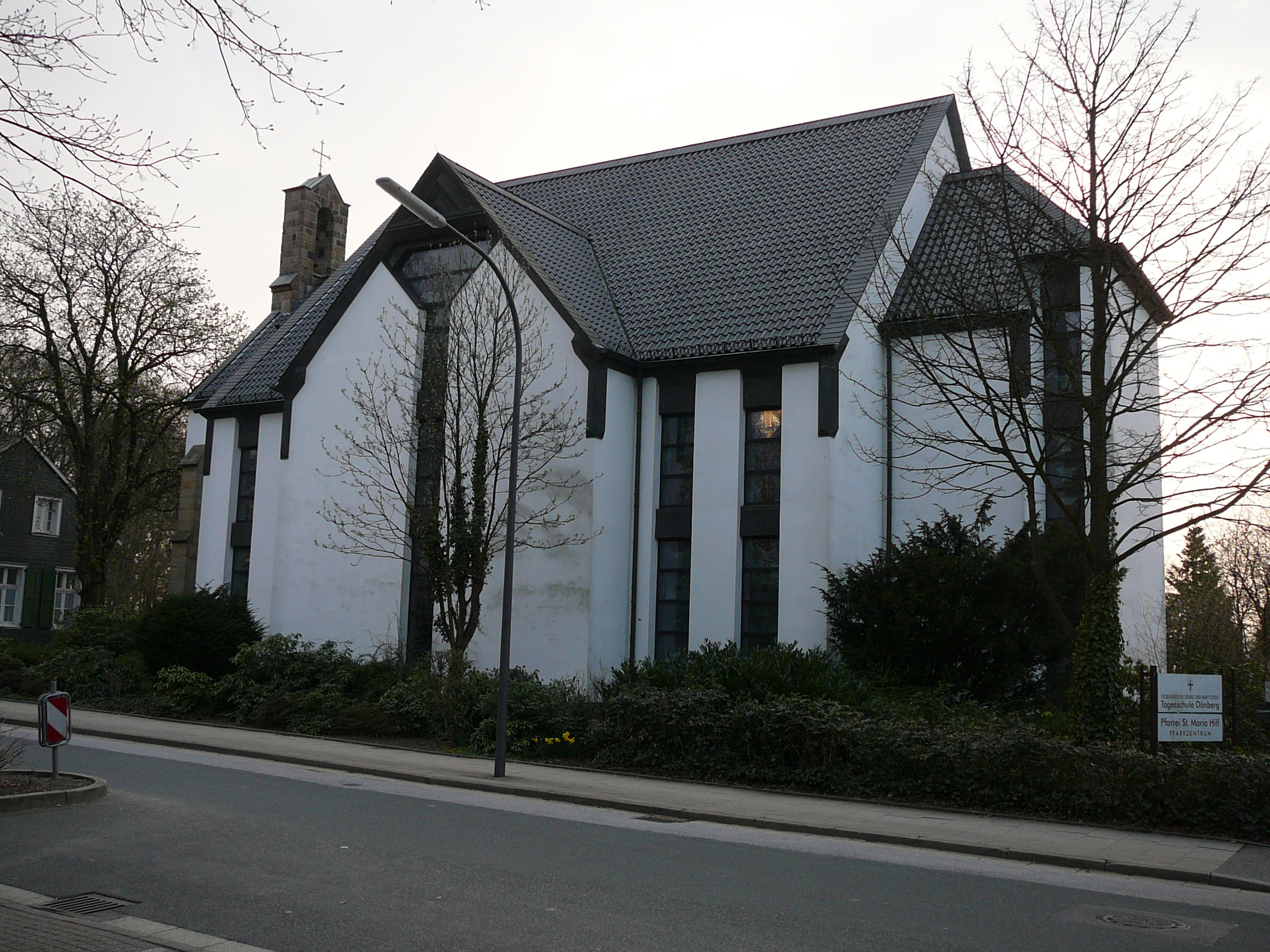
Ansicht von Osten

Die neue Kapelle blieb zunächst bis 1870 unbenutzt. Grund dafür waren anhaltende Streitigkeiten der Witwe von Wendt mit dem Kloster Neviges, das der Ansicht war, die Stifterwitwe müsse auch die laufenden Unterhaltungskosten der Kapelle tragen, da von der ärmlichen Bevölkerung Dönbergs keine große finanzielle Zuwendung zu erwarten sei. Anlässlich des Besuchs von Bischof Paulus Melchers am 4. Oktober 1869 wurde die noch immer ungenutzte Kapelle von den Dönbergern festlich geschmückt. Der Bischof sagte daraufhin den Franziskanern die vollständige Übernahme der Unterhaltungskosten durch das Erzbistum zu und setzte wegen des Winters die Benedizierung der Kapelle für den 16. Mai 1870 fest. Zur Feier trafen zwei Prozessionszüge an der Kapelle ein, einer aus Elberfeld und ein zweiter aus Neviges.
Trotz der Materialnot im Zweiten Weltkrieg und des Mangels an Arbeitskräften gelangen Pater Antonius Lohagen, seit 1940 Pfarrrektor Dönbergs, 1942 umfangreiche Umbauarbeiten der Kapelle mitsamt der Anlage eines neuen Gewölbes und der Weihe zwei neuer Bronzeglocken. Diese blieben vor der Einschmelzung aus ungeklärten Gründen verschont, und zu Kriegsende waren keinerlei Schäden an der Kapelle zu beklagen. 1973 wurde der schlechte bauliche Zustand der Kapelle deutlich, und ein beauftragter Baugutachter veranschlagte Sanierungskosten in sechsstelliger Höhe. Der Neubau eines Gotteshauses auf einem Kirchengrundstück an der Höhenstraße wurde überprüft, aufgrund der gefährlichen Verkehrslage für die den wöchentlichen Schulgottesdienst besuchenden Kinder aber verworfen. Der neu gegründete Kirchenbauverein hatte bis 1975 noch zu wenig Geld für die nunmehr neunte Neubauplanung, sodass die alte Kapelle mit Müh und Not vor dem Einsturz gerettet wurde. Mit dem Verkauf eines Waldgrundstücks gegenüber der Kirche an die Stadt Wuppertal war schließlich genügend Geld zusammen, und die Gemeinde feierte am 11. Juli 1982 die letzte Heilige Messe in der alten Kapelle. Auf Einladung des Presbyteriums wich man für die Gottesdienste in die Evangelische Kirche aus.
Die Grundsteinlegung für die neue Kirche fand am 17. April 1983 statt. Eine Zeitkapsel wurde in den Grundstein eingelassen und mit dem Grundstein der alten Kapelle verschlossen. Die Weihe der neuen Kirche wurde am 27. Mai 1985 durch Weihbischof Klaus Dick ausgeführt, wozu der Kirchenchor unter Mitwirkung des Gemeindeorchesters die Missa brevis von Wolfgang Amadeus Mozart vortrug.

## Baubeschreibung
Die Kirche ist eine schlichte Hallenkirche im Stil der Moderne. Dem 30 Meter langen und nach Nordosten ausgerichteten Kirchenschiff ist am Südende das neuromanische Eingangsportal der alten Kapelle vorgesetzt, das bei deren Abriss erhalten blieb und architektonisch in die neue Kirche integriert wurde. Auf der Mitte des Kirchenschiffs befindet sich ein 18 Meter breites Querhaus, das ebenso wie das Hauptschiff von mehreren schmalen und dunkel gerahmten Fenstern gegliedert wird. Über einen Kirchturm verfügt die Kirche nicht, die Glocken befinden sich in einem kleinen, offen gemauerten Glockenstuhl über dem neuromanischen Hauptportal, das in seiner Ausführung einem Glockengiebel entspricht. Die Kirche ist bis auf das neuromanische Portal vollständig weiß verputzt und präsentiert sich so im Kontrast zu den dunklen Fenstern und den dunklen Dachziegeln besonders modern.
Im Innenraum zeigt sich die Kirche abgesehen von den Fenstern völlig anders als in der äußeren Gestaltung. Beim Neubau der Kirche wurde die hölzerne Orgelempore eingelagert und in der neuen Kirche aufgestellt. Das Kirchengestühl blieb erhalten, ebenso die Altarausstattung im Jugendstil.

## Orgel
In der alten Kapelle befand sich eine 1910 umgebaute pneumatische Orgel der Firma Johannes Klais Orgelbau aus Bonn mit der Opuszahl 228. Der 4'-Prinzipal wurde zu einer unbekannten Zeit ergänzt. Beim Umbau der Kirche entschied man sich aufgrund hoher Sanierungskosten gegen den Erhalt des Instruments, welches mit der Kirche abgerissen wurde.
| I Manual C–g3 |           |    |
| 1.            | Prinzipal | 8′ |
| 2.            | Flöte     | 8′ |
| 3.            | Prinzipal | 4′ |

| II Manual C–g3 |         |    |
| 4.             | Gedackt | 8′ |
| 5.             | Aeoline | 8′ |
| 6.             | Flöte   | 4′ |

| Pedal C–f1 |        |     |
| 7.         | Subbaß | 16′ |

- Koppeln: II/I, I/P, II/P, Super- und Suboktavkoppel
- Spielhilfen: Zwei feste Setzerkombinationen (Mezzoforte und Tutti)

Am Sonntag, den 21. September 1986 wurde eine neue Orgel der Firma Kreienbrink aus Osnabrück geweiht. Dazu spielte der ehemalige Kölner Domorganist Josef Zimmermann.
| I Hauptwerk C–g3 |             |    |
| 1.               | Prinzipal   | 8′ |
| 2.               | Gedackt     | 8′ |
| 3.               | Oktave      | 4′ |
| 4.               | Superoktave | 2′ |
| 5.               | Mixtur IV   |    |
| 6.               | Trompete    | 8′ |

| II Schwellwerk C–g3 |            |        |
| 7.                  | Rohrflöte  | 8′     |
| 8.                  | Gamba      | 8′     |
| 9.                  | Nachthorn  | 4′     |
| 10.                 | Quinte     | 2 ⁄3′  |
| 11.                 | Schwiegel  | 2′     |
| 12.                 | Terz       | 1 3⁄5′ |
| 13.                 | Oktävlein  | 1′     |
| 14.                 | Scharff IV |        |
| 15.                 | Cormorne   | 8′     |
|                     | Tremulant  |        |

| Pedalwerk C–f1 |                 |     |
| 16.            | Subbaß          | 16′ |
| 17.            | Prinzipalbaß    | 8′  |
| 18.            | Gedackt         | 8′  |
| 19.            | Oktave          | 4′  |
| 20.            | Rauschpfeife II | 2′  |
| 21.            | Fagott          | 16′ |

- Koppeln: II/I, I/P, II/P